# Amelie Bayerl

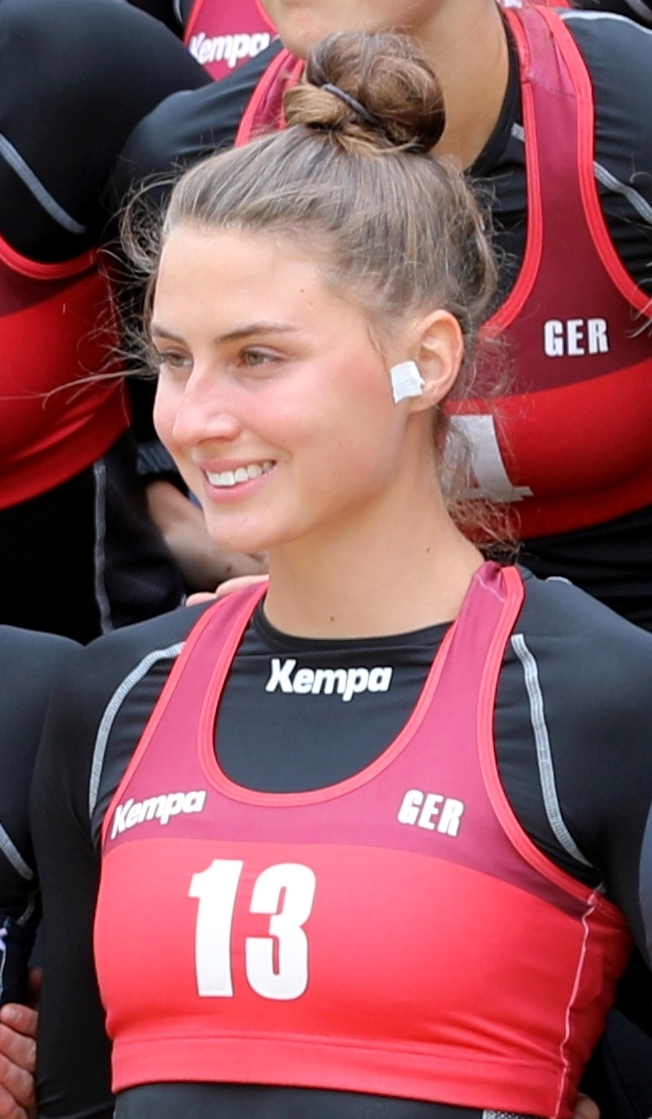
Amelie Bayerl bei der Beach-EM 2019

Amelie Bayerl (geboren am 13. Februar 1998 in München) ist eine deutsche Handballspielerin, die im Hallenhandball und im Beachhandball aktiv ist.

## Vereinskarriere
Die auf der Position Rückraum eingesetzte Spielerin begann mit dem Handball In ihrem Heimatort Anzing, sie wechselte im Alter von 14 nach Ismaning. Ab 2015 war sie mit einem Zweitspielrecht in der 3. Liga bei HCD Gröbenzell aktiv; sie spielte als U-19-Spielerin beim TSV Ismaning in der Bundesliga. Im Mai 2021 schaffte sie mit dem ESV 1927 Regensburg, zu dem sie im Jahr 2019 aus Gröbenzell gewechselt war, den Aufstieg in die 2. Bundesliga. Seit dem Sommer 2023 pausiert sie.
Amelie Bayerl wurde 2017 mit den Brüdern Ismaning Deutsche Meisterin im Beachhandball. Bei der German Beach Trophy 2021 spielte Bayerl für das Team Süddeutschland.

## Nationalmannschaft
Sie bestritt Länderspiele für die Juniorinnenauswahl des Deutschen Handballbundes. Mit der U-17-Auswahl nahm sie an der Europameisterschaft 2015 in Skopje und an der Weltmeisterschaft 2016 in Slowenien teil.
Amelie Bayerl spielte bei der Beachhandball Euro 2019 sowie bei der Beachhandball Euro 2021 für die deutsche A-Auswahl. Im Jahr 2021 gewann sie mit der deutschen Auswahl den EM-Titel.